# Володимирівка (Лихівська селищна громада)
Володи́мирівка — село в Україні, у Кам'янському районі Дніпропетровської області.
Входить до складу Лихівської селищної громади. Населення — 141 мешканець.

## Географія
Село Володимирівка знаходиться на відстані 1 км від сіл Байдаківка, Червона Гірка. По селу протікає пересихаючий струмок з загатою.

## Населення

### Мова
Розподіл населення за рідною мовою за даними перепису 2001 року:
| Мова            | Відсоток |
| --------------- | -------- |
| українська      | 95,7 %   |
| російська       | 2,8 %    |
| інші/не вказали | 1,5 %    |

## Інтернет-посилання
- Погода в селі Володимирівка [Архівовано 21 грудня 2011 у Wayback Machine.]

1. ↑  Рідні мови в об'єднаних територіальних громадах України — Український центр суспільних даних